# The Burger Queen Tour
The Burger Queen Tour é uma turnê musical da cantora e compositora galesa Marina and the Diamonds como a atração principal.

## Repertório
- 1. The Family Jewels
- 2. The Outsider
- 3. Girls
- 4. Seventeen
- 5. Are You Satisfied?
- 6. Rootless
- 7. Hermit The Frog
- 8. I Am Not a Robot
- 9. Obsessions
- 10. Jealousy
- 11. Oh No!
- 12. Shampain
- 13. Mowgli's Road
- 14. Guilty

Encore:
- 15. Numb
- 16. Hollywood

## Datas de apresentações
| Europa                 |                  |                  |                                          |
| 19 de Outubro de 2010  | Portsmouth       | Inglaterra       | Pyramid Centre                           |
| 20 de Outubro de 2010  | Norwich          | Inglaterra       | University of East Anglia                |
| 21 de Outubro de 2010  | Eastbourne       | Inglaterra       | Winter Garden                            |
| 23 de Outubro de 2010  | Birmingham       | Inglaterra       | Town Hall                                |
| 24 de Outubro de 2010  | Oxford           | Inglaterra       | Regal                                    |
| 25 de Outubro de 2010  | Bristol          | Inglaterra       | Anson Rooms                              |
| 27 de Outubro de 2010  | Dublin           | Irlanda          | Vicar Street                             |
| 28 de Outubro de 2010  | Cork             | Irlanda          | Savoy Theatre                            |
| 29 de Outubro de 2010  | Derry            | Irlanda do Norte | Nerve Centre                             |
| 31 de Outubro de 2010  | Manchester       | Inglaterra       | The Ritz                                 |
| 1° de Novembro de 2010 | Glasgow          | Escócia          | Fruit Market                             |
| 2 de Novembro de 2010  | Edimburgo        | Escócia          | Picture House                            |
| 4 de Novembro de 2010  | Newcastle        | Inglaterra       | Northumbria University                   |
| 5 de Novembro de 2010  | Leeds            | Inglaterra       | University of Leeds                      |
| 7 de Novembro de 2010  | Nottingham       | Inglaterra       | Nottingham Trent University              |
| 8 de Novembro de 2010  | Londres          | Inglaterra       | The Roundhouse                           |
| 9 de Novembro de 2010  | Londres          | Inglaterra       | London Forum                             |
| 11 de Novembro de 2010 | Coventry         | Inglaterra       | The Copper Rooms                         |
| 12 de Novembro de 2010 | Cardiff          | País de Gales    | Coal Exchange                            |
| 14 de Novembro de 2010 | Bath             | Inglaterra       | Pavilion                                 |
| 15 de Novembro de 2010 | Brighton         | Inglaterra       | Corn Exchange                            |
| 18 de Novembro 2010    | Colônia          | Alemanha         | Gloria                                   |
| 19 de Novembro de 2010 | Berlim           | Alemanha         | Postbahnhof                              |
| 20 de Novembro de 2010 | Hamburgo         | Alemanha         | Uebel & Gefährlich                       |
| 25 de Novembro de 2010 | Helsínquia       | Finlândia        | Tavastia                                 |
| 26 de Novembro de 2010 | Aarhus           | Dinamarca        | Vox                                      |
| 28 de Novembro de 2010 | Amsterdã         | Países Baixos    | Melkweg                                  |
| 29 de Novembro de 2010 | Gante            | Bélgica          | Vooruit                                  |
| 30 de Novembro de 2010 | Paris            | França           | Alhambra                                 |
| 2 de Dezembro de 2010  | Lausana          | Suíça            | Les Docks (cancelado)                    |
| 3 de Dezembro de 2010  | Berna            | Suíça            | Bierhubeli (cancelado)                   |
| América do Norte       |                  |                  |                                          |
| 21 de Janeiro de 2011  | Englewood        | Estados Unidos   | Gothic Theatre                           |
| 22 de Janeiro de 2011  | Salt Lake City   | Estados Unidos   | Club Sound                               |
| 24 de Janeiro de 2011  | Boise            | Estados Unidos   | Knitting Factory                         |
| 25 de Janeiro de 2011  | Spokane          | Estados Unidos   | Knitting Factory                         |
| 7 de Abril de 2011     | Las Vegas        | Estados Unidos   | Book & Stage -The Cosmopolitan           |
| 8 de April de 2011     | Las Vegas        | Estados Unidos   | Book & Stage -The Cosmopolitan           |
| 9 de Abril de 2011     | Las Vegas        | Estados Unidos   | Book & Stage -The Cosmopolitan           |
| 11 de Abril de 2011    | Austin           | Estados Unidos   | Antone’s Nightclub                       |
| 12 de Abril de 2011    | Houston          | Estados Unidos   | Fitzgerald's                             |
| 13 de Abril de 2011    | Dallas           | Estados Unidos   | Granada Theatre                          |
| 15 de Abril de 2011    | Indio            | Estados Unidos   | Coachella Valley Music and Arts Festival |
| 16 de Junho de 2011    | Filadélfia       | Estados Unidos   | Theatre of the Living Arts               |
| 17 de Junho de 2011    | Washington, D.C. | Estados Unidos   | 9:30 Club                                |
| 18 de Junho de 2011    | Asbury Park      | Estados Unidos   | Stone Pony                               |
| 20 de Junho de 2011    | Boston           | Estados Unidos   | Paradise Rock Club                       |
| 21 de Junho de 2011    | Nova Iorque      | Estados Unidos   | Webster Hall                             |

## Atos de abertura
- CocknBullKid
- Hannah Yadi
- Hollywood Kill
- Ra Ra Rasputin